# 蒙塔斯特吕克 (洛特-加龙省)
蒙塔斯特吕克（法語：Montastruc，法語發音：[mɔ̃tastʁyk]）是法国洛特-加龙省的一个市镇，属于洛特河畔新城区。

## 地理
蒙塔斯特吕克（44°29'20"N, 0°31'7"E）面积24.88 平方千米，位于法国新阿基坦大区洛特-加龍省，该省份为法国西南部内陆省份，北起多爾多涅省，西接吉倫特省和朗德省，南至热尔省，东临塔恩-加龙省和洛特省。
与蒙塔斯特吕克接壤的市镇（或旧市镇、城区）包括：蒙巴于斯、库尔、蒙克拉尔、皮内勒-欧特里沃、通布伯夫、维勒布拉马尔。

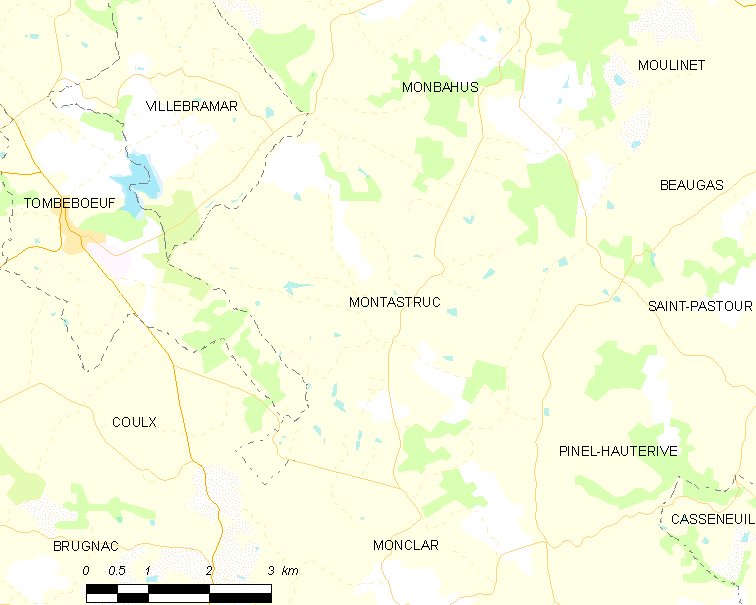
的OSM定位图

蒙塔斯特吕克的时区为UTC+01:00、UTC+02:00（夏令时）。

## 行政
蒙塔斯特吕克的邮政编码为47380，INSEE市镇编码为47182。

## 政治
蒙塔斯特吕克所属的省级选区为勒利夫拉代县。

## 人口

1962-2008年间人口变化图示

蒙塔斯特吕克于2022年1月1日时的人口数量为233人。